# Cuvry
Cuvry település Franciaországban, Moselle megyében. Lakosainak száma 1040 fő (2022. január 1.). Cuvry Augny, Coin-lès-Cuvry, Coin-sur-Seille, Fleury, Marly, Pouilly, Pournoy-la-Chétive és Verny községekkel határos.

## Népesség
A település népességének változása:
| Lakosok száma | 248  | 689  | 666  | 685  | 824  | 841  | 847  | 864  | 903  | 1040 |
|               | 1968 | 1982 | 1990 | 2006 | 2013 | 2015 | 2017 | 2019 | 2020 | 2022 |